# マイコ・ビバス
マイコ・ビバス（Mayco Vivas、1998年6月2日 - ）は、プレミアシップ・グロスターに所属するラグビーユニオン選手。

## プロフィール
- アルゼンチン・ラファエラ出身。
- ポジションはプロップ(PR)。
- 身長 185cm、体重 122kg
- U20アルゼンチン代表に選ばれたことがある[1]
- アルゼンチン代表キャップは17（2022年12月現在）でワールドカップ2019のアルゼンチン代表に選ばれた[2]

## 略歴
アトレティコ・デル・ロサリオを経て、2019年、ハグアレスに加入。 
ハグアレスXVを経て、2022年、グロスターに加入。